# Juegos Trasandinos

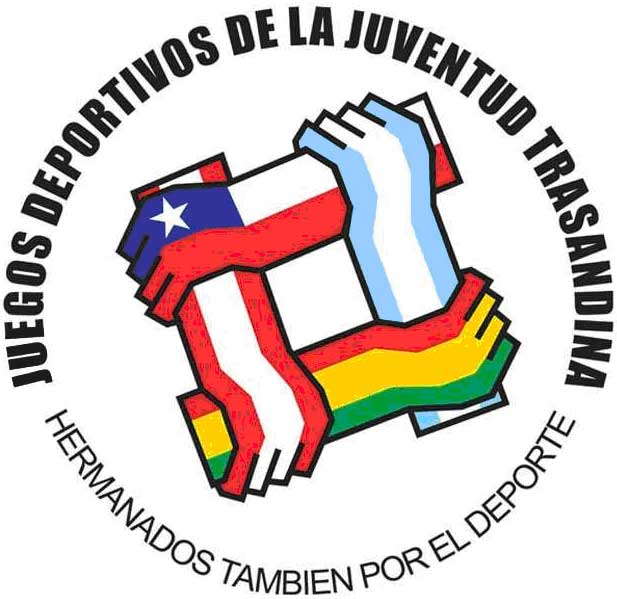
Logo oficial de los juegos

Los Juegos Trasandinos o Juegos Deportivos de la Juventud Trasandina (también conocidos por su sigla JUDEJUT) son un evento deportivo multidisciplinario para jóvenes sub-19, que se lleva a cabo anualmente entre los países de Argentina, Bolivia, Chile y Perú desde el año 1998. Nace como un proyecto de paz e integración deportiva firmado por estos cuatro países sudamericanos, en el cual participan delegaciones de Ciudades, Regiones o Provincias ubicadas en el sector andino.
Los primeros juegos se disputaron el año 1998 en Chile, seguido después en 1999 en Argentina, el 2000 en Perú y finalmente el 2001 en Bolivia, cerrando el ciclo y comenzando nuevamente el próximo año en Chile.
Los juegos duran aproximadamente una semana y participan alrededor de 2000 jóvenes de entre 12 y 19 años. La delegación que obtenga un mejor puntaje en la sumatoria de todos los juegos obtiene el título de Campeón General.

## Delegaciones participantes
Actualmente participan en total 18 delegaciones deportivas, 4 Provincias de Argentina, 4 Departamentos de Bolivia, 5 Regiones de Chile y 5 Departamentos de Perú.
| Argentina | Bolivia    | Chile                 | Perú        |
| --------- | ---------- | --------------------- | ----------- |
| Catamarca | Chuquisaca | Antofagasta           | Arequipa    |
| Jujuy     | Oruro      | Arica y Parinacota[1] | Cuzco       |
| La Rioja  | Potosí     | Atacama               | Moquegua[2] |
| Salta     | Tarija     | Coquimbo              | Puno        |
|           |            | Tarapacá              | Tacna       |

Nota 1: Hasta el 2007 la Región de Arica y Parinacota junto a la Región de Tarapacá eran una sola región. Desde el 2008 la Región de Arica y Parinacota también se sumó a las regiones participantes de estos juegos.
Nota 2: La delegación del Departamento de Moquegua inicia su participación desde el año 2006.
Nota 3: Toda la delegación de Argentina no participó en ninguna disciplina la Edición del año 2016.

## Ediciones
| Año  | Edición       | Sede      | Campeón General | Subcampeón    | Tercer lugar  | Cuarto lugar       |
| ---- | ------------- | --------- | --------------- | ------------- | ------------- | ------------------ |
| 1998 | I Edición     | Chile     | Arequipa        | Tarapacá      | Coquimbo      | Salta              |
| 1999 | II Edición    | Argentina | Arequipa        | Tarapacá      | Coquimbo      | Salta              |
| 2000 | III Edición   | Perú      | Arequipa        | Salta         | Cuzco         | Tarapacá           |
| 2001 | IV Edición    | Bolivia   | Arequipa        | Salta         | Chuquisaca    | Coquimbo           |
| 2002 | V Edición     | Chile     | Arequipa        | Coquimbo      | Tarapacá      | Salta              |
| 2003 | VI Edición    | Argentina | Arequipa        | Salta         | Catamarca     | Tarapacá           |
| 2004 | VII Edición   | Perú      | Arequipa        | Tarapacá      | Catamarca     | Salta              |
| 2005 | VIII Edición  | Bolivia   | Arequipa        | Salta         | Atacama       | Tarapacá           |
| 2006 | IX Edición    | Chile     | Arequipa        | Salta         | Tarapacá      | Antofagasta        |
| 2007 | X Edición     | Argentina | Salta           | Arequipa      | Tarapacá      | Coquimbo           |
| 2008 | XI Edición    | Perú      | Arequipa        | Salta         | Tarapacá      | Jujuy              |
| 2009 | XII Edición   | Bolivia   | No se disputó   | No se disputó | No se disputó | No se disputó      |
| 2010 | XIII Edición  | Chile     | Salta           | Arequipa      | Coquimbo      | Atacama            |
| 2011 | XIV Edición   | Argentina | Arequipa        | Tarapacá      | Salta         | Arica y Parinacota |
| 2012 | XV Edición    | Perú      | Arequipa        | Cuzco         | Salta         | Antofagasta        |
| 2013 | XVI Edición   | Bolivia   | Arequipa        | Salta         | Tarija        | Tarapacá           |
| 2014 | XVII Edición  | Chile     | Arequipa        | Tarapacá      | Salta         | Arica y Parinacota |
| 2015 | XVIII Edición | Argentina | No se disputó   | No se disputó | No se disputó | No se disputó      |
| 2016 | XIX Edición   | Perú      | Arequipa        | Antofagasta   | Tarapacá      | Cuzco              |
| 2017 | XX Edición    | Bolivia   | Arequipa        | Sucre         | Tarija        | Coquimbo           |

## Palmarés

### Títulos por delegación
| Delegación         | País      | Campeón | Subcampeón | 3.º | 4.º | Año campeón                                                                              | Año subcampeón                           | Año 3.er lugar               | Año 4.º lugar          |
| ------------------ | --------- | ------- | ---------- | --- | --- | ---------------------------------------------------------------------------------------- | ---------------------------------------- | ---------------------------- | ---------------------- |
| Arequipa           | Perú      | 15      | 2          | 0   | 0   | 1998, 1999, 2000, 2001, 2002, 2003, 2004, 2005, 2006, 2008, 2011, 2012, 2013, 2014, 2016 | 2007, 2010                               |                              |                        |
| Salta              | Argentina | 2       | 7          | 3   | 4   | 2007, 2010                                                                               | 2000, 2001, 2003, 2005, 2006, 2008, 2013 | 2011, 2012, 2014             | 1998, 1999, 2002, 2004 |
| Tarapacá           | Chile     | 0       | 5          | 5   | 3   |                                                                                          | 1998, 1999, 2004, 2011, 2014             | 2002, 2006, 2007, 2008, 2016 | 2000, 2005, 2013       |
| Coquimbo           | Chile     | 0       | 1          | 3   | 2   |                                                                                          | 2002                                     | 1998, 1999, 2010             | 2001, 2007             |
| Cuzco              | Perú      | 0       | 1          | 1   | 1   |                                                                                          | 2012                                     | 2000                         | 2016                   |
| Catamarca          | Argentina | 0       | 0          | 2   | 0   |                                                                                          |                                          | 2003, 2004                   |                        |
| Atacama            | Chile     | 0       | 0          | 1   | 1   |                                                                                          |                                          | 2005                         | 2010                   |
| Chuquisaca         | Bolivia   | 0       | 0          | 1   | 0   |                                                                                          |                                          | 2001                         |                        |
| Tarija             | Bolivia   | 0       | 0          | 1   | 0   |                                                                                          |                                          | 2013                         |                        |
| Antofagasta        | Chile     | 0       | 1          | 0   | 2   |                                                                                          | 2016                                     |                              | 2006, 2012             |
| Arica y Parinacota | Chile     | 0       | 0          | 0   | 2   |                                                                                          |                                          |                              | 2011, 2014             |
| Jujuy              | Argentina | 0       | 0          | 0   | 1   |                                                                                          |                                          |                              | 2008                   |
| La Rioja           | Argentina | 0       | 0          | 0   | 0   |                                                                                          |                                          |                              |                        |
| Moquegua           | Perú      | 0       | 0          | 0   | 0   |                                                                                          |                                          |                              |                        |
| Oruro              | Bolivia   | 0       | 0          | 0   | 0   |                                                                                          |                                          |                              |                        |
| Potosí             | Bolivia   | 0       | 0          | 0   | 0   |                                                                                          |                                          |                              |                        |
| Puno               | Perú      | 0       | 0          | 0   | 0   |                                                                                          |                                          |                              |                        |
| Tacna              | Perú      | 0       | 0          | 0   | 0   |                                                                                          |                                          |                              |                        |

### Títulos por país
| País      | Campeón | Subcampeón | Tercer lugar | Cuarto lugar |
| --------- | ------- | ---------- | ------------ | ------------ |
| Perú      | 15      | 3          | 1            | 1            |
| Argentina | 2       | 7          | 5            | 5            |
| Chile     | 0       | 7          | 9            | 11           |
| Bolivia   | 0       | 0          | 2            | 0            |

## Deportes
| Deporte            | Masculino | Femenino |
| ------------------ | --------- | -------- |
| Atletismo          | Sí        | Sí       |
| Baloncesto         | Sí        | Sí       |
| Ciclismo           | Sí        | No       |
| Gimnasia artística | Sí        | Sí       |
| Judo               | Sí        | Sí       |
| Natación           | Sí        | Sí       |
| Taekwondo          | Sí        | Sí       |
| Tenis de Mesa      | Sí        | Sí       |
| Vóleibol           | Sí        | Sí       |